# King Diamond

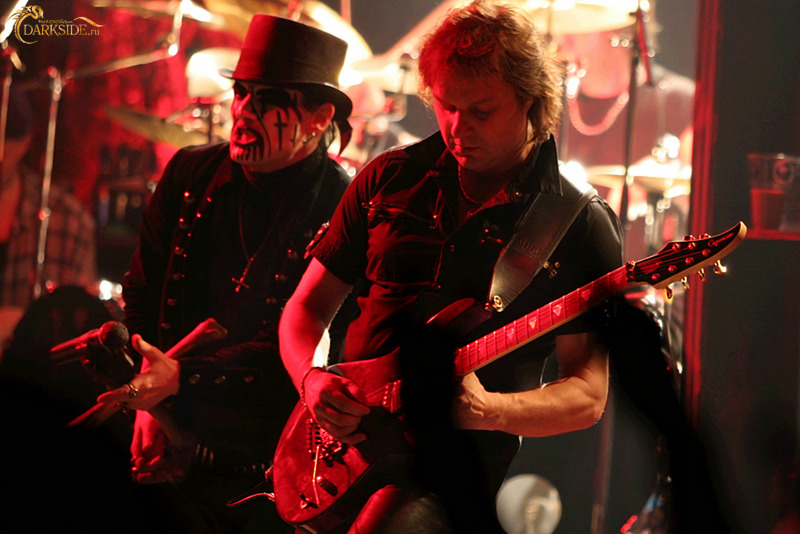
Концерт в Москве (5 мая 2006 года)

Кинг Да́ймонд (англ. King Diamond; настоящее имя — Ким Бе́ндикс Пе́терсен, дат. Kim Bendix Petersen; 14 июня 1956, Копенгаген) — датский хэви-метал-музыкант, известный благодаря своим оригинальным вокальным партиям и шокирующему имиджу. Являясь лидером группы Mercyful Fate и одноимённой группы King Diamond, он оказал большое влияние на множество других музыкальных команд различного метал-жанра.

## Биография

### Детство
Ким Бендикс Петерсен родился 14 июня 1956 года в Копенгагене, столице Дании. Его детство проходило в коммуне Видовре, которая ныне входит в состав области Ховедстаден. В школе Ким не был прилежным учеником: он часто прогуливал занятия и не любил учиться. Это, впрочем, не мешало парню получать хорошие оценки: обладающий хорошей памятью Ким мог прочитать конспекты своих одноклассников и, руководствуясь ими, успешно писать контрольные работы.
В 15 лет юный Петерсен увлёкся музыкой и купил свои первые альбомы — Fireball группы Deep Purple и Master of Reality группы Black Sabbath. Пластинкой, которая произвела на него неизгладимое впечатление, стал первый альбом Led Zeppelin, а игра Джимми Пейджа побудила парня купить свою первую гитару. Однако долгое время увлечение музыкой уступало первое место другому важному хобби в жизни Кима — футболу. Юноша подавал большие надежды и задумывался о карьере профессионального спортсмена. В своём клубе он однажды был назван «игроком года». Но со временем Ким пришёл к выводу, что необходимо делать выбор между спортом и музыкой и в результате отдал предпочтение последней. И хотя увлечение музыкой отодвинуло занятие футболом на второй план, привязанность к этому виду спорта у Кима останется на всю жизнь.

### Начало музыкальной карьеры
Начинал King Diamond свой творческий путь со школьной группы, о пребывании в которой не осталось почти никаких сведений, кроме того, что группа называлась King Diamond.
Затем музыкант в 1973 году присоединился к копенгагенской группе под названием Brainstorm. Группа преимущественно копировала песни Black Sabbath и только-только появившихся Kiss, но, не издав никакого собственного материала, группа распалась. Вскоре King Diamond нашёл себе место в Black Rose, в отличие от Brainstorm, игравшей музыку более чёткого направления. «На своих концертах, — вспоминает Кинг, — мы играли хиты таких групп, как Rainbow и Deep Purple, и свои песни, написанные в таком же духе. А ещё мы косили под тяжёлые вещи Элиса Купера». Главным событием для King’а стал переход с гитары на вокал, хотя поначалу, не имея представления о возможностях своего голоса, ему было крайне сложно управлять им.
Однако Black Rose, просуществовав всего пару лет, распались, оставив за собой единственный след — демо, записанное на репетиционной базе Black Rose, которое было издано Кингом Даймондом через 20 лет после записи. Уже в это время Даймонд начал экспериментировать со сценическим антуражем: использовать грим и выезжать на сцену в инвалидной коляске.
Следующим шагом в музыкальном творчестве Кинга была панк-группа Brats (рус. Выродки), которая к тому моменту уже выпустила один альбом и имела контракт с крупной компанией звукозаписи CBS. по сути являвшаяся прообразом Mercyful Fate. Однако после демонстрации лейблу нового материала контракт был расторгнут, поскольку CBS оказались не заинтересованы в материале подобного плана. Это заявление положило конец Brats и начало новому проекту — Mercyful Fate, в состав которого вошли Кинг Даймонд и Ханк Шерманн. Майкл Деннер и Тими Хансен, также бывшие участники Brats, тем временем создали свой коллектив Danger Zone, который вскоре влился в состав Mercyful Fate.
После выпуска альбома Don’t Break the Oath и проведения гастрольного тура в его поддержку Кинг Даймонд покинул группу вместе с Хансеном и Деннером, чтобы создать сольный проект под собственным именем. Данное решение положило конец существованию Mercyful Fate.
В 1992 году группа была реорганизована (при этом Даймонд параллельно продолжал свою сольную карьеру), после чего были выпущены ещё 5 студийных альбомов. В 1999 году коллектив вновь приостановил свою деятельность.

## Личность
Несмотря на шокирующий сценический имидж, в жизни он спокойный, добрый и общительный человек. Любит фильмы ужасов, в особенности психологические. Не относит себя к какой-либо религии, хотя раньше исповедовал сатанизм (сейчас он считает, что сатанизм больше философия, нежели религия). Но он не отрицает существование Бога, говоря, что «просто не знает, существует он или нет».
Женат на венгерской певице Ливии Зите, которая исполнила некоторые партии бэк-вокала на альбомах The Puppet Master и Give Me Your Soul… Please, а также на концертах. Ливия Зита является и бизнес-партнёром Кинга Даймонда. В 2017 году у пары родился сын Байрон, названный в честь любимого вокалиста Даймонда — Дэвида Байрона из Uriah Heep.

## Дискография
| Mercyful Fate - Mercyful Fate (1982) EP также известно как Nuns Have No Fun - Melissa (1983) - Black Masses (1983) single - Don’t Break the Oath (1984) - The Beginning (сборник) (1987) - Return of the Vampire (1992) сборник ранних демо - In the Shadows (1993) - The Bell Witch (1994) (EP) - Time (1994) - Into the Unknown (1996) - Dead Again (1998) - 9 (1999) - Evil (2009) single | King Diamond Студийные альбомы - Fatal Portrait (1986) - Abigail (1987) - Them (1988) - Conspiracy (1989) - The Eye (1990) - The Spider’s Lullabye (1995) - The Graveyard (1996) - Voodoo (1998) - House of God (2000) - Abigail II: The Revenge (2001) - The Puppet Master (2003) - Give Me Your Soul… Please (2007) | Демо Demo (1985) Синглы - No Presents for Christmas (1985) - Halloween (1986) - The Family Ghost (1987) - It’s Time for Tea (1988) - Welcome Home (1988) - Eye of the Witch (1990) - Masquerade of Madness (2019) EP - The Dark Sides (1989) - Massacre’s Classix Shape Edition (1999) Концертные записи - In Concert 1987: Abigail (1991) - Deadly Lullabyes (2004) |